# Маргечан
Маргечан је насељено место у Републици Хрватској у Вараждинској жупанији. Административно је у саставу града Иванца. Простире се на површини од 4,22 км2

## Географски положај
Насеље се налази у североисточном делу Хрватског загорја, на северним падинама планине Иваншчице, у току реке Бедње. Становништво се углавном баве пољопривредом, а запослени раде углавном у оближњем Вараждину и Иванцу.
Име Маргечан вуче кориен од имена Свете Маргарете заштитнице истоимене жупне цркве.

## Становништво
На попису становништва 2011. године, Маргечан је имао 384 становника.
Према попису становништва из 2001. године у насељу Маргечан живело је 405 становника. који су живели у 115 породичних домаћинстава Густина насељености је 95,97 становника на км2
Кретање броја становника по пописима 1857—2001.
| година пописа  | 1857. | 1869. | 1880. | 1890. | 1900. | 1910. | 1921. | 1931. | 1948. | 1953. | 1961. | 1971. | 1981. | 1991. | 2001. |
| бр. становника | 200   | 244   | 243   | 293   | 297   | 331   | 360   | 426   | 508   | 518   | 493   | 467   | 386   | 402   | 405   |

Напомена: До 1971. приказивано под именом Маргечани.

## Попис1991.
На попису становништва 1991. године, насељено место Маргечан је имало 402 становника, следећег националног састава:
| Попис 1991.‍  | Попис 1991.‍  | Попис 1991.‍ | Попис 1991.‍ | Попис 1991.‍ |
| ------------ | ------------ | ----------- | ----------- | ----------- |
|              |              |             |             |             |
| Хрвати       | Хрвати       |             | 397         | 98,75%      |
| Словенци     | Словенци     |             | 2           | 0,49%       |
| неопредељени | неопредељени |             | 3           | 0,74%       |
| укупно: 402  |              |             |             |             |